# Gió qua rặng liễu
Gió qua rặng liễu (tiếng Anh: The wind in the willows) là tiểu thuyết thiếu nhi do tác giả Kenneth Grahame xuất bản năm 1908 tại Bắc Yorkshire.

## Lịch sử
Năm 1908, thầy kí lục nhà băng Anh Quốc Kenneth Grahame hồi hưu. Ông về sống tại thôn Blewbury (hạt Berkshire), nơi gắn liền với bao kỉ niệm thuở ấu thơ. Ông dành nhiều thì giờ trên sông Thames để khởi thảo một tuyển tập đồng thoại để đọc cho con trai Alastair (biệt danh Chuột) trước khi ngủ. Alastair sẵn thể trạng yếu, lại mù một mắt do hậu quả sinh non, nên phải chịu tàn phế suốt đời.
Kenneth Grahame bắt đầu kể những mẩu truyện kì thú về lão Cóc (Mr. Toad) cùng các bạn Chuột Chũi, Chuột Cống, Lửng và Rái Cá. Để rồi về sau, tác giả gộp các thủ bản này dưới nhan đề Gió qua rặng liễu.

## Nội dung
Mùa xuân đến và thời tiết ngoài trời tốt lên, chuột Chũi chán ngấy với việc dọn dẹp nên rời nhà đi mãi cuối cùng đến bờ sông, nơi mà chú chưa từng tới bao giờ. Tại đây chú gặp chuột Cống, chuột Cống đã cho chuột Chũi đồng hành trên chiếc thuyền của mình và sau đó sống cùng nhau trong căn nhà bờ sông của chuột Cống.
Một ngày mùa hè, 2 chú chuột cập bến gần lâu đài Cóc và lên thăm lão Cóc. Lão Cóc giàu có, vui vẻ, thân thiện nhưng kiêu ngạo và bốc đồng, lão thường ám ảnh với những mốt hiện đại nhưng lại mau chán đột ngột. Hiện lão đang sốt sình sịch với một chiếc xe lữ hành ngựa kéo nhưng khi thấy một chiếc ô tô chạy ngang qua khiến con ngựa sợ hãi và khiến đoàn người bị lật xuống mương, lão Cóc ngay lập tức chuyển qua mê đắm ô tô.
Một ngày mùa đông, chuột Chũi đến khu rừng hoang, hy vọng gặp được ông Lửng cọc cằn nhưng nhân hậu. Chuột Chũi bị lạc trong rừng và sợ hãi nên trốn vào rễ cây. Chuột Cống tìm thấy chú khi tuyết bắt đầu rơi rồi hai chú chuột tìm đường về nhà thì vô tình tìm thấy cửa nhà ông Lửng và được ông chào đón vào ngôi nhà rộng lớn ấm cúng dưới lòng đất của mình. Ông Lửng cho chúng thức ăn nóng hổi, quần áo khô và trò chuyện trấn an. Lửng nghe từ 2 chú chuột rằng lão cóc từ ngay mê đắm vào ô tô đã đâm hỏng bảy chiếc ô tô, vào bệnh viện ba lần và đã tiêu rất nhiều tiền để nộp phạt. Họ quyết định rằng khi đến thời điểm thích hợp, họ sẽ lập kế hoạch để uốn nắn lại lão Cóc.
Đến mùa xuân, cả ba đã quản thúc lão Cóc và tự mình canh giữ, nhưng lão Cóc giả ốm, lừa chuột Cống rời đi rồi trốn thoát. Chuột Chũi và ông Lửng tiếp tục ở lại lâu đài cóc với hy vọng lão Cóc sẽ trở lại. Cóc ăn trưa tại nhà trọ Sư Tử Đỏ, thấy một chiếc ô tô, hắm đá lấy chiếc xe nhưng đâm hỏng và sau đó bị cảnh sát bắt giữ và phải ngồi tù 20 năm.
Trong tù, lão Cóc nhận được sự đồng cảm của con gái cai ngục, cô này đã giúp hắn cải trang thành một cô thợ giặt để trốn thoát. Sau một chuỗi dài những sai lầm, Cóc đã quay lại được chỗ Chuột Cống nhưng hay tin lâu đài Cóc đã bị lũ chồn chiếm mất. Nhóm bạn sau đó mở cuộc tấn công và đánh đuổi được những kẻ xâm nhập, giành lại được lâu đài. Cóc tổ chức một bữa tiệc để đánh dấu sự trở lại của mình, giờ đây Cóc đã cư xử biết điều và khiêm tốn. Cóc bù đắp cho những hành vi thái quá trước đây của mình bằng cách tìm kiếm và đền bù cho những người vì Cóc mà bị ảnh hưởng, và bốn người bạn sống hạnh phúc mãi mãi.

## Nhân vật
- Chuột Chũi (Moly): Ẩn sau tính cách hiền lành, nhã nhặn là bộ óc vô cùng thông minh, lắm khi láu cá.
- Chuột Cống (Ratty): Tính tình ương bướng, thích làm thơ và lang thang dọc sông Thames.
- Lão Cóc (Toady): Tự phụ và bốc đồng, nhưng kì thực nhất mực hào phóng với bằng hữu. Y thừa hưởng lâu đài xa hoa của cóc cha quá cố, hàng ngày quanh quẩn với cuộc sống nhàm chán tại tư thất, nhưng lúc nào cũng bị ám ảnh vì những trò phiêu lưu mạo hiểm thường đọc trong sách vở.
- Ông Lửng: Cộc cằn nhưng từ ái, vốn là bạn tri âm của cóc cha, lúc nào cũng nghiêm khắc với thói hư tật xấu của cóc con.
- Rái Cá: Gồm cha Otter và con Portly. Cùng ở xóm bờ sông với Chuột Cống, gia cảnh không được sung túc gì.
- Chồn: Bọn phản diện, gồm hàng trăm đứa, có âm mưu chiếm lâu đài Cóc làm căn cứ để tiến tới thống trị đồng nội ven sông Thames.
- Con gái thầy cai: Một thiếu nữ tử tế và thông minh, cứu Cóc khỏi nhà ngục.
- Pan: Vị thần mục súc chăm nom Portly lúc vắng cha.
- Sóc, Thỏ và Cáo: Những cư dân đồng nội.

## Ảnh hưởng
Suốt ba thập niên sau khi phát hành lần đầu, Gió qua rặng liễu luôn nằm trong nhóm sách bán chạy nhất tại quần đảo Anh. Năm 1909, từ bên kia đại dương, tổng thống Mỹ Theodore Roosevelt đã gửi một bức thư riêng cho Kenneth Grahame, bộc bạch rằng: "Tôi cứ đọc đi đọc lại, và phải thú thực rằng, đã coi các nhân vật trong sách như bạn cố tri" (read it and reread it, and have come to accept the characters as old friends). Tuy vậy, mặc dù được giới phê bình hết sức kì vọng, nhưng hai cuốn tiếp sau The golden age và Dream days không được đánh giá cao.
Trong khoảng một thế kỷ từ khi ra đời, Gió qua rặng liễu liên tục được chuyển thể thành thoại kịch, phim hoạt họa cùng các phiên bản điện ảnh truyền hình.
Năm 2003, theo một khảo sát của BBC, tác phẩm này đứng thứ 16 trong hàng trăm sách được đón đọc tại Anh quốc.
One can argue over the merits of most books, and in arguing understand the point of view of one's opponent. One may even come to the conclusion that possibly he is right after all. One does not argue about The Wind in the Willows. The young man gives it to the girl with whom he is in love, and if she does not like it, asks her to return his letters. The older man tries it on his nephew, and alters his will accordingly. The book is a test of character. We can't criticize it, because it is criticizing us.... It is a Household Book; a book which everybody in the household loves, and quotes continually; A book which is read aloud to every new guest and is regarded as the touchstone of his worth. But I must give you one word of warning. When you sit down to it, don't be so ridiculous as suppose that you are sitting in judgement...the art of Kenneth Grahame. You are merely sitting in judgment on yourself. You may be worthy: I don't know. But it is you who are on trial.

### Tư liệu
- The Gió qua rặng liễu tại Dự án Gutenberg illustrated by Paul Bransom (1913)
- "online display of original manuscript, books, and drawings". Oxford: Bodleian Library.
- "Pictures and song excerpts from the American stage production".
- "The Wind in the Willows". scanned books. Internet Archive.
- "The Wind in the Willows". Read by Bernard Cribbins. BBC School Radio.{{Chú thích web}}:  Quản lý CS1: khác (liên kết) Adapted in 10 parts. Site also contains teaching resources and episode transcripts.
- The Wind in the Willows - sách nói thuộc phạm vi công cộng tại LibriVox
- Gió qua rặng liễu - Cuộc đấu tranh sinh tồn khắc nghiệt